# 岡部健二
岡部 健二（おかべ けんじ、1915年（大正4年）4月5日 - 没年不詳）は、大日本帝国海軍の軍人、戦闘機搭乗員。
操練38期。最終階級は少尉。

## 経歴
福岡県福岡市出身。旧制修猷館中学卒業後、海兵団に入団。搭乗員を志し、1937年（昭和12年）3月10日、操縦練習生となる。同期生に坂井三郎（首席）。
同年11月30日、操縦練習生課程を修了し、佐伯海軍航空隊に配属された。その後大村海軍航空隊を経て、昭和13年7月にいよいよ戦線を担う第十二航空隊に配属、中国大陸で任務に就いたものの、空戦の機会にあいまみえることはなかった。
翔鶴飛行機隊に転属して間もなく太平洋戦争開戦を迎え、ハワイ・真珠湾攻撃で母艦直衛任務を実施。
1942年（昭和17年）のセイロン沖海戦にて4月9日、トリンコマリー攻撃に参加し、イギリス空軍のホーカー ハリケーン2機を撃墜。これが初戦果となった。同年5月8日、珊瑚海海戦で上空直衛の任に当たり、艦爆8機を撃墜（うち不確実3機）したが、母艦が損傷したため不時着水し救助された。1943年（昭和18年）7月、再度翔鶴に乗り込んで11月1日にラバウルに進出。その後再び大村航空隊に転属となり、大分分遣隊附先任教員。1944年（昭和19年）7月に第六三四海軍航空隊に移った。10月、捷一号作戦発動により沖縄、台湾を経てフィリピンに進出、レイテ沖海戦に参加。年末に本土に帰還し、第六〇一海軍航空隊隷下戦闘第308飛行隊に転属、終戦を迎えた。
終戦までの撃墜数は15。

## 人物
特攻に対してはかたくなに反対を公言しており、特攻隊員にも「特攻なんてやめてしまえ、ぶつかったら死ぬんだぞ、死んだら終わりだぞ」と説得を行っていた。

## その他
アメリカのSF小説「リバーワールド」第4部「魔法の迷宮」にて、ジョン王の部下として登場。ただし史実とは異なり、1943年にブーゲンビル島上空で死亡したこととなっている。

## 関連文献
- Hata, Ikuhiko; Yasuho Izawa, Don Cyril Gorham (translator) (1975 (original) 1989 (translation)). Japanese Naval Aces and Fighter Units in World War II. Annapolis, Maryland: Naval Institute Press. ISBN 0-87021-315-6
- Sakaida, Henry (2002). Aces of the Rising Sun, 1937–1945. Great Britain: Osprey Publishing. ISBN 1-84176-618-6
- Sakai, Saburo; Martin Caidin, Fred Saito (1957). Samurai. ibooks, inc.. ISBN 0-7434-9332-X